# Bourbon (whisky)
 For alternative betydninger, se Bourbon. (Se også artikler, som begynder med Bourbon)
Bourbon eller Bourbon whisky er en amerikansk whiskytype. Den er opkaldt efter det gamle Bourbon County i Kentucky, USA, som oprindeligt dækkede det meste af Kentucky. Grundet whiskyens høje kvalitet fra dette område, brugte man navnet Bourbon whiskey som en kvalitetsbetegnelse, der så sidenhen er blevet en præcist defineret whiskykatagori
En bourbon skal være fremstillet i USA af minimum 51% majs, og være lagret på nye fade, der skal være fremstillet af amerikansk hvideg og brændes (forkulles) indvendig. Bourbon whisky kan i dag fremstilles i hele USA, men den fremstilles fortsat næsten udelukkende i staten Kentucky. Der er ingen minimumskrav på alder for en bourbon. Straight Bourbon skal være lagret i minimum 2 år.
Nogle af de kendte mærker bourbon er Jim Beam, Wild Turkey og Four Roses. Mærket Jack Daniel's opfylder klassifikationskravene til at være en bourbon, men betegner sig selv som en Tennessee whisky. 